# マルドゥク

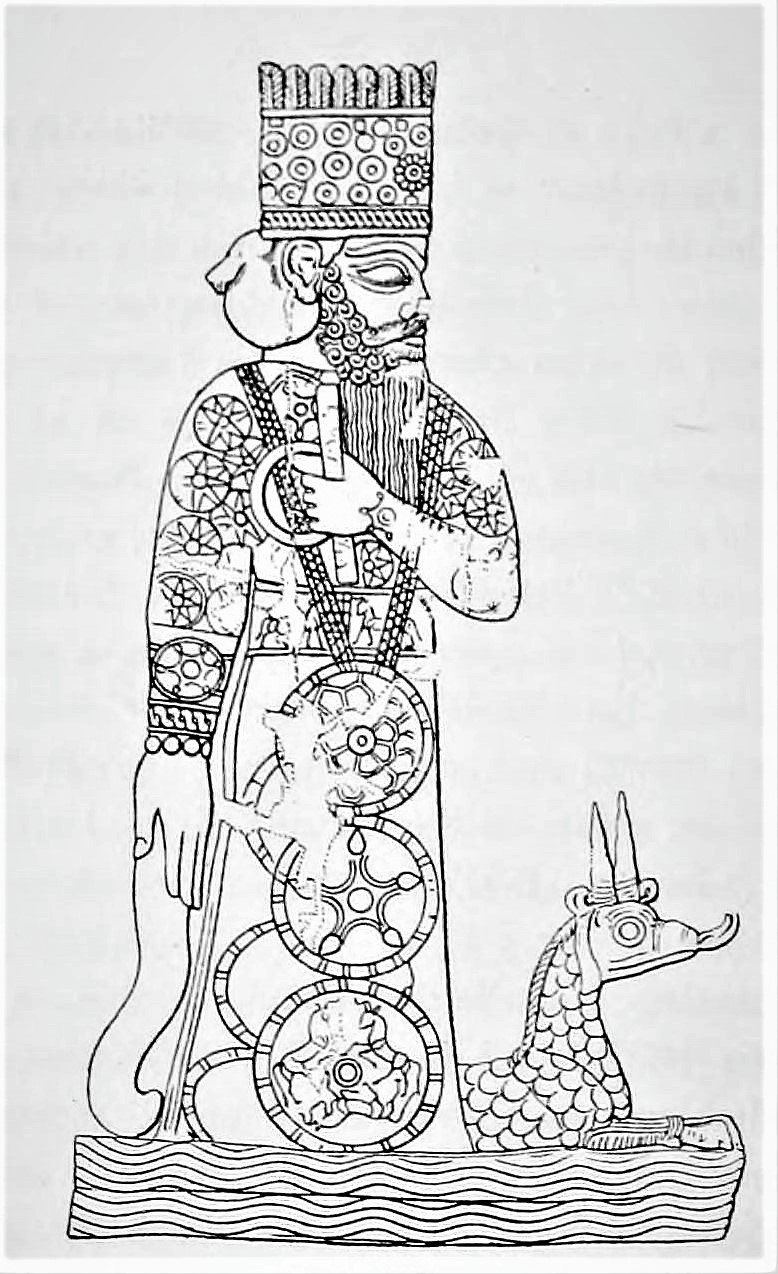
マルドゥクと竜（ムシュフシュ）。左手に王権の象徴である「輪と棒」（プックとミック）を持っている。

マルドゥク（Marduk、マルドゥーク、マルドゥック）は、古代メソポタミア神話の特にバビロニア神話などに登場する男神。バビロンの都市神でバビロニアの国家神。後にエンリルに代わって神々の指導者となり、アッカド語で「主人」を意味するベールと呼ばれた。『エヌマ・エリシュ』曰く、世界と人間の創造主でもある。

## 概要
名は「太陽の雄の子牛」（シュメール語ではアマルトゥと表記され「太陽の若き雄牛」）という意味を持つが、正確な名前の由来は分かっていない。また、マルドゥクのヘブライ名は「メロダク」であり、同名の王が旧約聖書に登場する。
マルドゥクは父エア神と母ダムキナ神の息子で、女神ザルバニトゥを妻としたとされる。彼の息子はナブー（ネボ、書記の神）、一説では性愛の女神イシュタルの兄弟であった。随獣は蛇龍ムシュフシュ。
また、この系図においてはマルドゥはアサルヒヒの神格を吸収して、エアの息子となっている。
マルドゥクの神殿は推定90メートルの高さでそびえ立つ「エテメンアンキ」と呼ばれるジッグラトで、旧約聖書における「バベルの塔」のモデルになったと言われている。

### 武装
マルドゥクに象徴される武器は鍬に似た三角の刃を持つ「マルン」と呼ばれる農具、彼の胸に下げられた天命の粘土板「トゥプシマティ」、ムシュフシュとその配下である強風や砂嵐といった7つの悪風、嵐の戦車、弓と三つ叉の矛、そして最大の武器は洪水であった。彼の力は強大で、「最も険しい山をも潰滅させ」「海の波を狂ったように掻き立てる」と表され、優れた能力を誇るが故に傲慢さを持ち合わせるが、一方では知恵者で非常に勇敢な神でもあったという。

### 容姿
メソポタミア神話に語られる神々は大半が擬人化されているが、マルドゥクに至ってはこれに限ったことではなく、その姿は異相であった。4つの目と耳（もしくは2つの頭）を持ち、唇が動けば火を吹き出し、背は神々の中で最も高く、四肢も長かったというが、こういった容貌を記した『神学的注釈書』では、次のように表現されている。
もっとも、現在に残っている図像では冠を被り髭を生やした男性として描かれている。

## 神性
マルドゥクは木星の守護神であり、太陽神であり、呪術神であり、英雄神であった。そういった多面的な神格を持ったことで、様々な面から信仰を受けてきたとされる。

### 太陽神
彼の祭儀は春分の日に行われていたことから「春の太陽」を象徴していたと推察されており、植物を芽吹かせたり再生したりする、という機能を備えていた。そのために春の太陽として同時におそらく農耕神（豊穣神）としても崇められ、前述した武器マルンをシンボルにしていたことが正に、こうした神格の表れであると言われている。

### 呪術神
マルドゥクは早い段階から呪術神としての信仰を受け、バビロニア神話に組み込まれた後にエアの息子で呪術神であるアサルヒヒと習合し、そのままエアの息子として崇拝されることとなった。当時における呪い（まじない）は医療と深い関係にあったことから、治癒神としての側面も果たしていたことが知られている。

## 神話
マルドゥクの英雄神らしい神格を最も表している神話は、バビロニアの創世神話として名高い『エヌマ・エリシュ』であり、マルドゥクの英雄的活躍と、彼が至高神に至るまでの過程が描かれている。

### エヌマ・エリシュ
母なる原初の女神ティアマトが次々と誕生させた子ども（次世代に続く新しい神々）がうるさく騒ぎたてるので、ティアマトの夫アプスは彼らを殺害しようとした。ところがアプスは、息子の1人であるエアの策謀により敗れてしまう。エアは父アプスの上に神殿を建て、ダムキナとの間に子どもをもうけた。その子どもがマルドゥクである。
夫を殺害されたティアマトは、息子（あるいは夫の1人）であるキングーに天命の粘土板（トゥプシマティ）を与えて11の怪物たちの指揮官に任命し、自身の子どもたちである若い神々に戦いを挑む。若い神々の側にはエンリルによって指名を受けたマルドゥクが先頭に立ち、彼は圧倒的な力でティアマトらを撃退、キングーから天命の粘土板を奪い勝利を収めた。討たれたティアマトは体を引き裂かれて天地創造の礎となり、キングーはエアによって処刑され、その血は人類創造の材料にされたという。
こうして天地の秩序を確立したマルドゥクはエンリルに代わって神々の王となり、50の称号を与えられると共に「神々のエンリル神（最高神）」と呼ばれるようになった。

#### 50の称号
天命の粘土板（トゥプシマティ）は、本来エンリル（最高権力神）が持つ「生けるもの全ての個人情報」が記された印版である。『エヌマ・エリシュ』ではティアマトに愛されたキングーが戦いに際しそれを授かるが、マルドゥクが太古の神を負かし天地と人類の創造という功績を残したことで、彼は至高神へと君臨していく。マルドゥクは天命の粘土板をキングーから奪い取るという形で、最高神たる権力をエンリルから受け継いだのである。神々を統べる存在となったマルドゥクは、それまでエンリルの役割であった王権授与の神格をも継承する。これにより、ハンムラビを始めとしたバビロンの支配者たちの即位の際に「マルドゥク神の御手を取る」という儀式を行ったとされ、その対象はマケドニアの偉大なる帝王・アレクサンダーも例外ではなかった。
やがてマルドゥクは冒頭で触れているように「ベール」と呼ばれるほどの信仰を受け、並ぶ者が居ない優秀な神として描かれるようになっていく。それは、マルドゥクを讃える神話の末尾に列挙された50もの称号にも表れている。例として、「一切を創造したマルッカであり、アヌの孫アサルヒヒであり、天地の境を固定する木星・ネビルであった」など

。

### エラ神話
『エヌマ・エリシュ』に伝えられているマルドゥクの英雄的活躍から一変、異の文学性を教えるのが『エラ神話』である。この説話においてマルドゥクは、老齢に差し掛かって落ちぶれた支配者のように描かれ、若い頃の輝かしさを微塵も残していない。エラ、エッラ （＝ネルガル）に騙されて支配者としての権力を譲渡してしまい、血で汚された自身の神殿には恐れて入ろうともしなかった。
こういった滑落は、『エヌマ・エリシュ』において年若いマルドゥクを絶対的な英雄として伝えているのと同様に、今度は年老いたマルドゥクがおとしめられる側という分かりやすい描写となっており、意図的な作風である。

## 歴史
神話によるマルドゥクの生涯は上記のようなものであるが、歴史的に語られている彼の信仰事情は、あくまでバビロンの都市神でしかなかった本来の姿にまで遡る。事実、バビロニア地方の南部に位置するシュメール地方においては、マルドゥクの信仰に関する伝承はほとんど言及されていない。
まず、マルドゥクがパンテオンの主神の座に就けたのは、ひとえにバビロンの台頭とバビロン王朝の誕生によるものである。一時混乱状態にあったバビロニア地方を収拾し統一したハンムラビは、バビロニア第1王朝を築くに伴って国権や治安の強化に乗り出した。その背景で、バビロニアの都市神であるマルドゥクを主神とする働きが起こる。地上を治める王権は「神から貸与されるもの」という当時の古代メソポタミアの思想により、守護神が権力を増すことは国の支配権を確立する上で非常に重要なことだったのだ。このため、ハンムラビ法典にはマルドゥクが「アヌとエンリルから権力を譲渡された」との旨が明記されている。
主神としての地位を確固たるものとしたマルドゥクだが、その権力を更に推し進めたのがネブカドネザル1世による「マルドゥク像の奪還」であった。古代メソポタミアにおける都市国家間の戦争は、敵対都の主神、すなわち神像を捕虜にすることで終結したからである。当時のバビロンはエラム人の流入によって首都を陥落させられていたため、マルドゥク像を取り戻すことはバビロンの人々にとって悲願であり、そしてその悲願を達成したことでバビロンの支配権は安定を見せ、マルドゥク自身の神性も高まったということである。
マルドゥク像の放浪はこの後も続き、アッシリアの攻撃によって一時は神話上での立場すら危うくなるも、マルドゥク信仰は新バビロニア時代からアケメネス朝の頃まで続いた。

### バビロンの新年祭
至高神として祭られることとなったマルドゥクは、大々的な祭儀などにおいても重要な存在となっていき、特に春に行われる「バビロンの新年祭」はそうした祭儀の中でも最大の儀式であったという。祭りは11日間に渡って催される、主に豊穣祈願を示す神事であった。祭りの最中、マルドゥク像は都市の余所にある「アキトゥの家」と呼ばれる施設に移され、4日目には『エヌマ・エリシュ』の朗読が行われ、最終日になると盛大な行列を伴って凱旋したという。

### 評価
旧約聖書によれば、マルドゥク信仰の降盛を逆説的に知ることができる。多くの場合、マルドゥク像と言う偶像を神として崇めるのは愚行であるとされ、信仰の対象となる像がどんなに立派であっても神官たちが利益を取るための道具でしかないように描かれた。また、マルドゥクの別名ベール（主）という称号についても悪魔の名称に用いられるなどしている。しかし、こうした場面で語られる豪華な神殿や贅を尽くした祭儀の様子は、当時のメソポタミアの繁栄と強大なマルドゥク信仰があったことを示しているに他ならない。